# 長谷部百合
長谷部 百合（はせべ ゆり、7月29日 - ）は、日本の漫画家。福島県須賀川市出身。血液型はA型。
1991年、『少女コミック』増刊（小学館）5月1日号に掲載された「フォトジェニックな彼」でデビュー。以後、同誌や『Cheese!』『プチコミック』（いずれも小学館）に作品を発表。代表作は「Myダーリン・ライオン」。現在は主に『プチコミック』で作品を発表している。

## 作品リスト
- りり★ステップ
- 瞳いっぱいのスナオ
- CHUシャしちゃうぞ!
- MIO2しちゃお!
- やるじゃん!WARS
- 白に溶けたい
- あたしのライオン
- Myダーリン・ライオン（全10巻）
- 誘惑ヒーリング（全3巻）
- ぼっちゃまはイジワル（全5巻）
- 鳥篭姫園（ドールガーデン）
- ダメナヒト
- 触れる指はピアノ
- セクシーアンドロイドバトラー
- 9 to 5 Love×Mission（全4巻）